# Список екорегіонів Танзанії
Нижче наведено список  екорегіонів в  Танзанії, про що свідчить  Всесвітній Фонд дикої природи (ВФД).

## Наземні екорегіони
за  основним типом середовищ існування

### Тропічні та субтропічні вологі широколисті ліси
- Східноафриканські гірські ліси
- Гірські ліси Альбертінського рифту
- Ліси Східної дуги
- Прибережні ліси Північного Занзібару-Ін'ямбане
- Прибережні ліси Південного Занзібару-Ін'ямбане

### Тропічні і субтропічні луки, савани і чагарники
- Центральні цезальпінієві ліси
- Східні цезальпініеві ліси
- Зарості Ітігу-Сумбу
- Північні акацієві і комміфорні чагарники
- Вулканічні луки Серенгеті
- Південні акацієві і комміфорні чагарники
- Лісосавана басейну Вікторії

### Затоплювані луки і савани
- Східно-африканські солончаки
- Затоплені луки Замбезі

### Гірські луки і чагарники
- Східно-африканські вересові пустки
- Гірські ліси і луки Південного нагір'я

### Мангри
- Мангри Східної Африки

## Прісноводні екорегіони
по біорегіону

### Великі Африканські озера
- Ньяса
- Руква
- Танганьїка
- Ківу
- Едуард
- Альберт
- Вікторія

### Східний і прибережний
- Басейни Східного узбережжя
- Malagarasi-Moyowosi
- Пангані
- Південно-східні перекати

## Морські екорегіони
- Східно-африканський кораловий берег